# Megan Macey
Megan Macey es un personaje ficticio de la serie de televisión Emmerdale Farm interpretada por la actriz Gaynor Faye desde el 21 de febrero de 2012, hasta ahora.

## Biografía
Megan llegar por primera vez a la villa en febrero del 2012 para convertirse en socia de su medio hermano Declan Macey, aunque al inicio Declan no acepta su propuesta finalmente terminan convirtiéndose en socios.
Poco después Declan a pesar de que Megan le dijera que no se metiera en su vida Declan decide buscar al hijo de Megan, Robbie (a quien ella había dado en adopción cuando era una adolescente), cuando Robbie llega Megan se sorprende al verlo por primera vez y cuando él la confronta sobre porque lo había ignorado todos estos años y por qué lo había dado en adopción, y le dice que no quiere saber nada de ella.
Decepcionado por lo sucedido Declan visita en secreto a Robbie, cuando Megan descubre que Declan había sido el responsable de que Robbie regresara a su vida se molesta y lo abofetea. Poco después Megan finalmente le revela que Robbie había sido fruto de una violación, poco después Megan decide comenzar a mejorar su relación con su hijo.
Cuando Megan conoce a la prometida de su hermano Katie Addyman no se llevan muy bien y cuando descubre que Declan le había traspasado £ 250,000 a Katie, furiosa por haber sido estafada por su hermano después de haber trabajado duro Megan lo confronta el día de su boda durante la ceremonia enfrente de todos y le dice que no va a salirse con la suya. Más tarde Megan decide vengarse de su hermano y transfiere una gran parte del dinero de Declan a su cuenta, sin embargo comienza a sentirse culpable cuando Declan la visita y le dice que le pagaría todo el dinero que le había quitado y con intereses y le dice a Declan lo que había hecho.
Cuando los Ali Breckle-Spencer, Sean Spencer y Amelia Spencer buscan una casa Megan hace un contrato con ellos, pero más tarde los quiere desalojar del Brook Cottage ya que lo quería para que ella y su hijo comenzaran ahí una nueva vida ocasiona que Rachel Breckle se enfurezca y termine golpeándola mientras intentaba defender a su hermana, por lo que Megan los amenaza con presentar cargos en contra de Rachel si no se iban de la casa. Las cosas empeoran para la familia Spencer cuando Sean recibiera una descarga eléctrica que lo dejó inconsciente luego de que él golpeara una toma eléctrica luego de entrar ilegalmente al Cottage y comenzara a destruirlo para vengarse de después de Megan ya que la consideraba responsable de la muerte de su perrita Meg, cuando los Spencer descubren lo sucedido culpan a Megan ya que creían que ella había empujado a Sean a actuar de esa manera.
Cuando partes del cuerpo de Alex Moss (quien había sido asesinado y enterrado por Cameron Murray) son descubiertas durante una de las excavaciones para la construcción del festival de música de Megan y Declan por el capataz, ambos les dicen a los constructores que continúen con su trabajo y hagan como si no lo hubieran encontrado, sin embargo cuando la policía descubre la verdad y que el cuerpo había sido asesinado pronto ambos comienzan a recibir varias llamadas telefónicas de inversores y periodistas que querían saber que está pasando.
Más tarde cuando Declan descubre que sus planes de vender varias de sus propiedades al empresario Gil Keane están en peligro por culpa de su sobrino Robbie y de su exesposa Katie se enfurece y termina descargando su ira en Megan golpeándola en la cara, lo que deja impactada a Megan, cuando Robbie descubre lo sucedido decide confrontar a su tío pero Megan se lo prohíbe.
En diciembre del 2013 cuando Megan ve que el Home Farm se está incendiando y cree que su hermano está adentro, decide entrar para salvarlo (sin saber que Declan había sido el responsable de comenzar el incendio y que Charity Dingle lo había visto hacerlo y lo había ayudado a huir del lugar) pero queda atrapada en el lugar sin embargo es rescatada por los bomberos. Cuando la policía comienza a investigar lo sucedido Charity logra que ellos y Megan crean que Sam Dingle había sido el responsable del incendio, pero cuando Ali y Dan Spencer se dan cuenta de la verdad le dicen a Megan todo sobre los verdaderos responsables del incendio lo que deja impactada a Megan.